# ウルリッヒ・デメジエール
カール・エアンスト・ウルリッヒ・デメジエール（ド・メジエール）（独: Karl Ernst Ulrich de Maizière, 1912年2月24日–2006年8月26日）は、ドイツ（西ドイツ）の軍人。1966年から1972年まで、第4代連邦軍総監を務めた。

## 経歴

### ドイツ国防軍
シュターデに生まれる。デ・メジエール家はフランスから逃れてきたユグノー貴族の子孫である。第一次世界大戦で父が戦死。父のいない家庭にハノーファーで育ち、1930年のアビトゥーア合格後に陸軍に入り、士官候補生として第5歩兵連隊に配属される。1933年に少尉に任官。1937年に第50歩兵連隊に転属。
1939年に第二次世界大戦が勃発すると、大尉・連隊副官としてポーランド侵攻に従軍。速成の参謀教育を受けた後、1940年にヴィルヘルム・フォン・レープ上級大将率いるC軍集団首席参謀に就任。1941年1月に第18歩兵師団兵站部長（次席参謀）に転じる。同師団はバルバロッサ作戦に従軍してレニングラード前面に迫ったが、ヴォルホフ川を挟んだ膠着戦に陥った。1942年1月に陸軍総司令部に転属となり、少佐として新師団の編成事務に従事。この間、のちに初代連邦軍総監となる作戦部長アドルフ・ホイジンガー少将などの知遇を得た。
1943年2月に再び東部戦線に転属となる。中佐に昇進したデメジエールはオリョールで新編成の第10装甲擲弾兵師団主任参謀に任命された。同師団は同年夏のクルスクの戦いに参加したが、その後の16ヶ月間は退却が続き、壊滅した。この間デメジエールは対戦車砲弾の破片で負傷した。1945年2月に再び陸軍総司令部に転属となり、作戦部主任参謀に就任した。その後短期間部長職を代行し、アドルフ・ヒトラーの前で情勢分析をおこなっている。5月8日にドイツが降伏すると、デメジエールは作戦部長としてクールラント・ポケットに赴いてクールラント軍集団司令官カール・ヒルペルト上級大将や参謀長フリードリヒ・フェルチュ中将に降伏の確認を行い、別れを告げた。その後国防軍最高司令部が避難していたフレンスブルクに戻り、5月23日にカール・デーニッツ元帥らが連合軍に逮捕されたのに伴い、自ら出頭してイギリス軍の捕虜になった。

### ドイツ連邦軍
1947年に釈放され、図書および楽器販売の修業を行い、楽器販売会社に就職する。しかし間もなくドイツ再軍備の機運が高まり、デメジエールもそれに参画することになった。1950年12月、デメジエールにブランク機関（西ドイツ国防省の前身）への就職を勧める戦友からの手紙が届いた。翌年から1955年まで、デメジエールはブランク機関で文民として働いた。1951年2月から、パリで行われていた欧州防衛共同体の締結交渉に軍事顧問として参加。しかしフランスが西ドイツの同格での参加に難色を示し、交渉が暗礁に乗り上げると、さらに上級職のハンス・シュパイデル元中将に職を譲ってボンに戻った。ブランク機関では外国の軍事代表との折衝や国際防衛問題研究に従事した。
1955年5月にドイツ連邦軍が創設されると、デメジエールは11月に大佐に任官し国防省で部長に就任。連邦軍司令部での地域防衛統制に関わる事務を担当し、ドイツ連邦軍に北大西洋条約機構加盟国の機動軍としての役割と、国土防衛軍としての役割を折衷させる上で必要な組織を構築した。1956年12月に少将に昇進し、1958年から第1擲弾兵師団A1戦闘群（のち第2装甲旅団）司令官に就任、旅団編成の実験的運用に従事し、のちドイツ連邦軍全体に拡大した。1959年4月、第1装甲擲弾兵師団と改名した同師団の師団長代行に就任。
1960年、内面指導センター長に就任し、市民としての兵士の権利の統制上の問題にあたった。1962年4月にハンブルクの連邦軍指揮幕僚大学校長となり、同年8月に少将に昇進。校長として陸海空三軍に共通する教育過程を導入した。1964年に中将に昇進し、10月に陸軍総監に就任した。陸軍は下士官・士官の不足に悩まされていたため、就役義務期間を15年に延長し、下士官が士官に昇進出来る道を開くなどの措置をとった。当時兵力30万人だった陸軍に、レオパルト1型戦車を導入し、またカイ＝ウヴェ・フォン・ハッセル国防相に135機の輸送ヘリコプター導入を申請し、空中機動性を高めた。

### 連邦軍総監

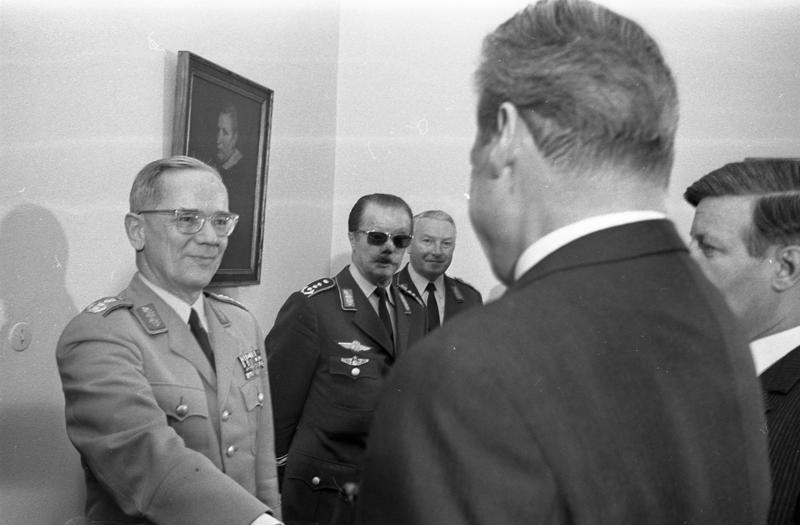
ヴィリー・ブラント首相（背を向けている人物）と会見するデメジエール（左端）やヨハネス・シュタインホフ空軍総監（1969年12月）

1966年8月、スターファイター疑獄の最中、制服組と国防省官僚の対立を理由にハインツ・トレットナー連邦軍総監が辞任すると、デメジエールは大将に昇進して後任の第4代連邦軍総監に就任した。連邦軍将校の多くは、トレットナーや空軍総監ヴェルナー・パニツキの辞任とデメジエールの就任を、官僚に対する譲歩ととらえた。デメジエールの任期中、西ドイツは1968年の学生運動や兵役拒否運動、デモ行進の頻発に直面した。同年8月にプラハの春に対するワルシャワ条約機構軍の介入があった際には、連邦軍は警戒態勢に入ってデメジエールが一日に二度ゲアハルト・シュレーダー国防相に事態の説明を行った。

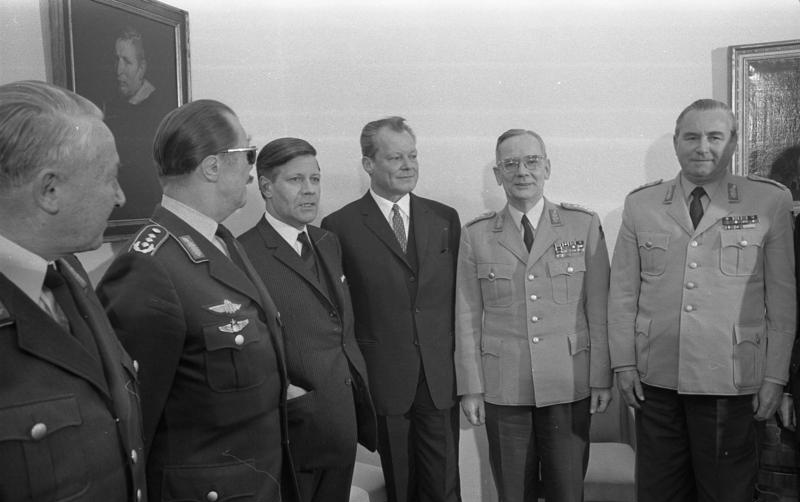
ブラント首相（右から3人目）、シュミット国防相（左から3人目）らと会見するデメジエール（ブラントの右隣）らドイツ連邦軍首脳（1969年12月）

1969年のドイツ連邦議会選挙でドイツ社会民主党政権が成立してヘルムート・シュミットが国防相に就任すると、その下でデメジエールはドイツ連邦軍改革を推進した。士官任官希望者不足に対応してハンブルクとミュンヘンに連邦軍大学を設立し、専門教育を行った。さらに技術将校課程を導入し、下士官の将校任官への道を開き、大尉までの昇進を可能にした。社民党政権はデタント政策に伴い連邦軍大学での参謀教育を廃止しようとしたが、デメジエールの抵抗で諦めざるを得なかった。代わりに将校教育課程での社会学の講義が導入された。またデメジエールの任期中の1971年2月、兵役義務期間が18ヶ月から15ヶ月に短縮された。デメジエールは1972年3月に退役した。

### 余生
退役後はバート・ゴーデスベルクに隠棲したが、1973年から1994年まで国防省の「連邦軍成立史」編纂委員会委員長、1978年から翌年までハンス・アーペル国防相の諮問機関「連邦軍の指導力及び決定責任」委員会の委員長、また1976年から1982年までクラウゼヴィッツ協会総裁などを歴任した。隠棲中に『平時における統帥』や回顧録『義務に従って—ある兵士の立場』などを著した。ボンで死去。

## 家族
- 父：ヴァルター（公務員、法学博士。ハノーファー警察署長。第一次世界大戦で戦死。）
- 兄：クレメント（弁護士、突撃隊員。ナチ党員（党員番号3952867）。戦後ドイツ民主共和国（東ドイツ）で開業。ベルリン・ブランデンブルク地区のベルリン＝ブランデンブルク福音主義教会信徒代表を務めた。長年シュタージの非公式協力者であったことがドイツ再統一後に明らかとなった。）
  - 甥：ロタール・デメジエール（政治家。東ドイツ最後の首相。統一ドイツでの無任所相などを歴任。父と同様に過去のシュタージへの協力が明らかとなっている。）
- 長男：アンドレアス（Andreas de Maizière、コメルツ銀行幹部。）
- 次男：トーマス（2005年よりアンゲラ・メルケル内閣で連邦首相府長官、2009年より内相を経て、2011年より国防相。）